# Брасак (Арјеж)
Брасак (фр. Brassac) насеље је и општина у јужној Француској у региону Миди Пирене, у департману Арјеж која припада префектури Фоа.
По подацима из 2011. године у општини је живело 638 становника, а густина насељености је износила 26,22 становника/km². Општина се простире на површини од 24,33 km². Налази се на средњој надморској висини од 550 метара (максималној 1.695 m, а минималној 447 m).

## Демографија
| 1962. | 1968. | 1975. | 1982. | 1990. | 1999. | 2011. |
| ----- | ----- | ----- | ----- | ----- | ----- | ----- |
| 388   | 408   | 339   | 530   | 555   | 584   | 638   |

График промене броја становника у току последњих година